# Mahmut Suvakci
Mahmut Suvakci, född 10 augusti 1981, är en svensk skådespelare.
Suvakci har  bland annat medverkat i TV-serierna Top Dog (2020–2023) och I dina händer med planerad premiär 2024. Han har även medverkat i flera av Johan Falk-filmerna  samt Jana – Märkta för livet från 2024.

## Filmografi (i urval)
- 2010 – Snabba cash
- 2012 – Johan Falk: Spelets regler
- 2014 – Torpederna (TV-serie)
- 2014 – Tommy
- 2015 – Johan Falk: Ur askan i elden
- 2015 – Johan Falk: Tyst diplomati
- 2015 – Johan Falk: Blodsdiamanter
- 2017 – Måste gitt
- 2019 – Britt-Marie var här
- 2020–2023 – Top Dog (TV-serie)
- 2023 – Älskade Samir (TV-serie)
- 2023 – Drama Kings
- 2023 – Jana – Märkta för livet (TV-serie)
- 2024 – I dina händer (TV-serie)
- 2024 – Helikopterrånet (TV-serie)